# Línia RL1
La línia RL1 és un servei de ferrocarril regional, entre Lleida Pirineus i Balaguer per la via de Lleida - La Pobla de Segur, de Rodalies de Catalunya, de la Generalitat de Catalunya i operada per Ferrocarrils de la Generalitat, que circula a través de línies de ferrocarril de via d'ample ibèric de ifercat.
La línia es va posar en funcionament el dia 13 de gener del 2018 després d'anys de reivindicació des del territori per crear una línia de rodalia en aquesta línia ferroviària.

## Estacions
| Estació                | Municipi              | Correspondències | Serveis                                                           |
| ---------------------- | --------------------- | ---------------- | ----------------------------------------------------------------- |
| Balaguer               | Balaguer              |                  | Aparcament · Servei d'autobús urbà                                |
| Vallfogona de Balaguer | Valfogona de Balaguer |                  | Aparcament                                                        |
| Térmens                | Térmens               |                  | Aparcament                                                        |
| Vilanova de la Barca   | Vilanova de la Barca  |                  | Aparcament                                                        |
| Alcoletge              | Alcoletge             |                  | Aparcament                                                        |
| Lleida Pirineus        | Lleida                |                  | Aparcament · Ascensor · Estació d'autobús · Servei d'autobús urbà |